# Ichneumon leucotarsus
Ichneumon leucotarsus är en stekelart som beskrevs av Gmelin 1790. Ichneumon leucotarsus ingår i släktet Ichneumon och familjen brokparasitsteklar. Inga underarter finns listade i Catalogue of Life.